# Тирингенхаузен
Тирингенхаузен (њем. Thüringenhausen) општина је у њемачкој савезној држави Тирингија. Једно је од 50 општинских средишта округа Кифхојзер. Према процјени из 2010. у општини је живјело 115 становника. Посједује регионалну шифру (AGS) 16065072.

## Географски и демографски подаци
Тирингенхаузен се налази у савезној држави Тирингија у округу Кифхојзер. Општина се налази на надморској висини од 220 метара. Површина општине износи 3,8 km². У самом мјесту је, према процјени из 2010. године, живјело 115 становника. Просјечна густина становништва износи 30 становника/km².